# Barbitistes
A Barbitistes a fürgeszöcskefélék családjának egyik neme.

## Jellemzői
A genus fajainál a fejtető (vertex) elülső-felső része (fastigium) általában tompán kúpos. Csápjuk 1,5-3-szor hosszabb a testnél. A hímek hosszú potrohfüggeléke (cercus) S alakban kanyarodik. Gyakran élénk színűek.
A fajok Európa nagy részén (a Brit-szigetek és Skandinávia kivételével), valamint Kis-Ázsiában élnek. Magyarországon két képviselője, a málnaszöcske és az északi málnaszöcske honos. 

## Fajai
A nemhez a következő fajok tartoznak:
- Barbitistes berenguieri Fagniez, 1935
- Barbitistes brunneri Pancic, 1883
- Barbitistes constrictus Brunner von Wattenwyl, 1878  - északi málnaszöcske
- Barbitistes fischeri (Yersin, 1854)
- Barbitistes kaltenbachi Harz, 1965
- Barbitistes obtusus Targioni-Tozzetti, 1881
- Barbitistes ocskayi (Charpentier, 1850)
- Barbitistes serricauda (Fabricius, 1798)  - málnaszöcske
- Barbitistes vicetinus Galvagni & Fontana, 1993
- Barbitistes yersini Brunner, 1878

## Fordítás
- Ez a szócikk részben vagy egészben  a   Barbitistes című angol Wikipédia-szócikk ezen változatának fordításán alapul.  Az eredeti cikk szerkesztőit annak laptörténete sorolja fel. Ez a jelzés csupán a megfogalmazás eredetét és a szerzői jogokat jelzi, nem szolgál a cikkben szereplő információk forrásmegjelöléseként.